# Seminarium duchowne w Irkucku

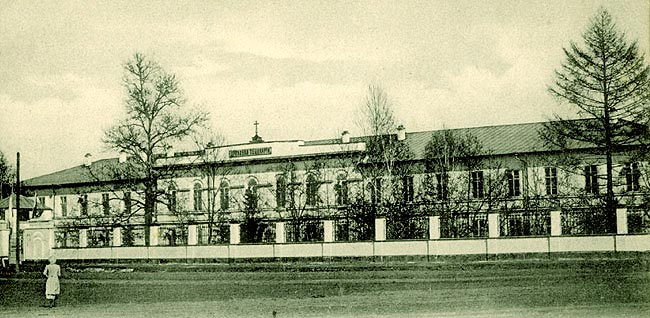
Budynek seminaryjny, fotografia z 1900

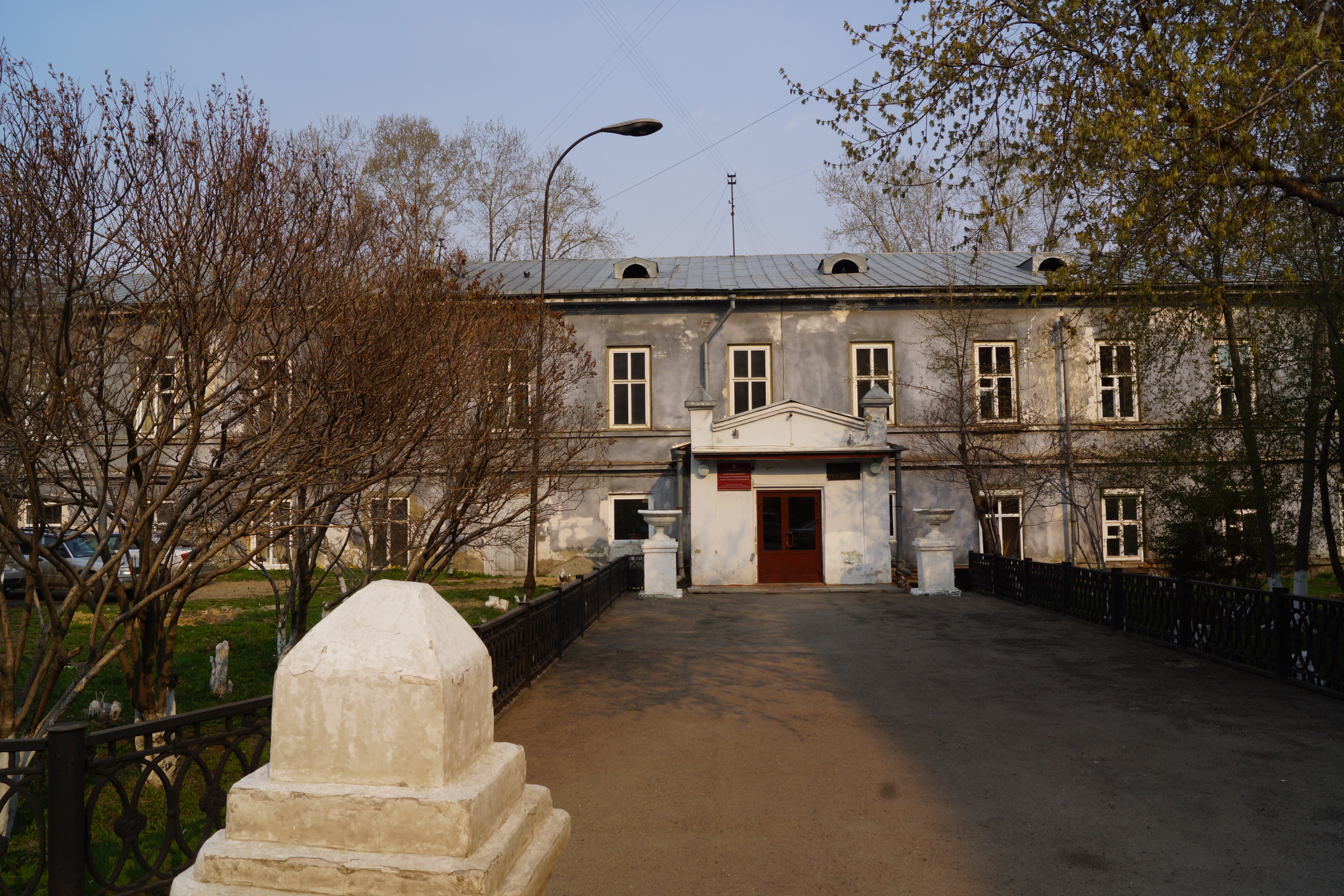
Widok współczesny budynku poseminaryjnego

Seminarium duchowne w Irkucku – prawosławne seminarium duchowne, średnia szkoła teologiczna z siedzibą w Irkucku, otwarta w 1779 i zlikwidowana w 1919.

## Historia
Seminarium zostało założone w 1779 na mocy ukazu Świątobliwego Synodu Rządzącego. Jego siedziba została wzniesiona w 1790 w pobliżu rezydencji biskupiej, a seminarium dzieliło ją z niższą szkołą duchowną. Do seminarium przyjmowani byli synowie kapłanów, diakonów i innych mężczyzn służących w parafiach prawosławnych. Szkoła dysponowała dobrze wyposażoną biblioteką, w której znajdowały się obszerne zbiory dzieł literackich, geograficznych i historycznych, jak również zabytkowe wydania dzieł religijnych w językach rosyjskim, greckim oraz łacińskim. Rektorem seminarium zwyczajowo zostawał przełożony monasteru Wniebowstąpienia Pańskiego w Irkucku.
W 1846 szkoła przeniosła się do nowego budynku przy placu Uspienskim (ob. Dekabrystów). Od 1866 przy seminarium funkcjonowała szkoła niedzielna, w której w charakterze nauczycieli pracowali najlepsi słuchacze wyższych klas seminarium. Od 1898 przy seminarium działały także krótkoterminowe kursy kwalifikacyjne dla nauczycieli szkół parafialnych. Od 1912 placówka prowadziła także towarzystwo badań nad historią Cerkwi, które gromadziło zabytki sztuki sakralnej oraz pamiątki historyczne z terytorium guberni irkuckiej.
W 1916 rozważana była możliwość otwarcia w Irkucku wyższej Akademii Duchownej. Szkoła została zamknięta po rewolucji październikowej po wydaniu przez Radę Komisarzy Ludowych dekretu o rozdziale państwa i Kościoła.

## Związani z seminarium

### Rektorzy[3]
- Apollo (Aleksiejewski), 1811–1813
- Mikołaj (Sokołow), 1822–1826
- Warłaam (Dienisow), 1840–1843
- Piotr (Jekatierinowski), 1855–1857[4]
- Modest (Strilbyćkyj), 1868–1877
- Grzegorz (Poletajew), 1877–1888
- Agatangel (Prieobrażenski), 1888–1889
- Nikodem (Prieobrażenski), 1889–1893
- Euzebiusz (Nikolski), 1893–1896
- Dionizy (Sosnowski), 1896–1898
- Alipiusz (Popow), 1898–1901
- Nikon (Biessonow), 1901–1906
- Eugeniusz (Ziornow), 1906–1912[5]
- Zosima (Sidorowski), 1913–1914
- Sofroniusz (Ariefjew), 1914–1915[6]

### Inspektorzy[3]
- Piotr (Jekatierinowski), 1845–1857[4]
- Jakub (Domski), 1861–1870
- Jakow Stukow, 1871
- Iwan Bryzgałow, 1896
- Grzegorz (Jackowski), 1896–1897
- Mitrofan (Krasnopolski), 1897–1902
- Sofroniusz (Ariefjew), 1912–1914[6]
- Władimir Abramowicz, 1908
- Gerwazy (Malinin), 1914–1915

### Absolwenci
- Efrem (Kuzniecow), biskup selengiński, święty nowomęczennik prawosławny[7]
- Gerazym (Dobrosierdow), biskup astrachański, święty prawosławny[8]
- Innocenty (Wieniaminow), metropolita moskiewski, organizator misji na Alasce, święty prawosławny[9]
- Parteniusz (Brianskich), biskup ananjewski, święty nowomęczennik[10]